# Turn- und Spielvereinigung Koblenz 1911 2010-2011
Questa voce raccoglie le informazioni riguardanti il Turn- und Spielvereinigung Koblenz 1911 nelle competizioni ufficiali della stagione 2010-2011.

## Stagione
Nella stagione 2010-2011 il Coblenza, allenato da Petrik Sander, concluse il campionato di 3. Liga all'11º posto. In Coppa di Germania il Coblenza fu eliminato agli ottavi di finale dal Kaiserslautern.

## Rosa
| N. |                     | Ruolo | Calciatore           |
| -- | ------------------- | ----- | -------------------- |
| 1  | Germania (bandiera) | P     | Dieter Paucken       |
| 2  | Germania (bandiera) | D     | Dennis Brinkmann     |
| 4  | Germania (bandiera) | D     | Manuel Hornig        |
| 5  | Germania (bandiera) | D     | Ole Kittner          |
| 6  | Germania (bandiera) | C     | Lukas Nottbeck       |
| 7  | Germania (bandiera) | C     | Lars Bender          |
| 8  | Germania (bandiera) | C     | Christian Pospischil |
| 9  | Germania (bandiera) | A     | Marcus Steegmann     |
| 10 | Italia (bandiera)   | A     | Massimo Cannizzaro   |
| 11 | Germania (bandiera) | A     | Thomas Klasen        |
| 13 | Germania (bandiera) | A     | Johannes Rahn        |
| 14 | Germania (bandiera) | D     | Stefan Haben         |
| 15 | Germania (bandiera) | D     | Eike Mund            |

| N. |                     | Ruolo | Calciatore      |
| -- | ------------------- | ----- | --------------- |
| 16 | Germania (bandiera) | A     | Sören Klappert  |
| 17 | Germania (bandiera) | D     | Thomas Gentner  |
| 18 | Germania (bandiera) | D     | Dennis Riemer   |
| 19 | Germania (bandiera) | C     | Oliver Laux     |
| 20 | Germania (bandiera) | A     | Tobias Bauer    |
| 21 | Germania (bandiera) | C     | Patrick Schmidt |
| 23 | Germania (bandiera) | C     | André Hahn      |
| 24 | Germania (bandiera) | A     | Jan Hawel       |
| 28 | Germania (bandiera) | C     | Michael Stahl   |
| 30 | Germania (bandiera) | P     | Kadir Yalçın    |
| 31 | Germania (bandiera) | D     | Lukas Klappert  |
| 33 | Germania (bandiera) | P     | André Weis      |
|    | Germania (bandiera) | C     | Nenad Lazarevic |

## Organigramma societario
Area tecnica
- Allenatore: Petrik Sander
- Allenatore in seconda: Uwe Koschinat
- Preparatore dei portieri: Peter Auer
- Preparatori atletici: Thomas Klimmeck

## Calciomercato

### Sessione estiva
| Acquisti | Acquisti             | Acquisti                 | Acquisti |
| R.       | Nome                 | da                       | Modalità |
| -------- | -------------------- | ------------------------ | -------- |
| D        | Manuel Hornig        | Kaiserslautern           |          |
| A        | Tobias Bauer         | Coblenza II              |          |
| D        | Dennis Brinkmann     | Eintracht Braunschweig   |          |
| A        | Massimo Cannizzaro   | Holstein Kiel            |          |
| D        | Thomas Gentner       | Eintracht Francoforte II |          |
| D        | Stefan Haben         | Eintracht Francoforte    |          |
| A        | Jan Hawel            | Coblenza II              |          |
| D        | Ole Kittner          | Rot Weiss Ahlen          |          |
| A        | Thomas Klasen        | Elversberg               |          |
| D        | Eike Mund            | Coblenza II              |          |
| C        | Lukas Nottbeck       | Borussia Dortmund II     |          |
| C        | Christian Pospischil | Kickers Offenbach        |          |
| D        | Dennis Riemer        | Wolfsburg II             |          |
| A        | Marcus Steegmann     | Unterhaching             |          |
| P        | André Weis           | SV Wilhelmshaven         |          |

| Cessioni | Cessioni           | Cessioni             | Cessioni |
| R.       | Nome               | a                    | Modalità |
| -------- | ------------------ | -------------------- | -------- |
| C        | Anel Džaka         | Kaiserslautern II    |          |
| C        | Everson            | Gueugnon             |          |
| D        | Martin Forkel      | Saarbrücken          |          |
| C        | Tom Geißler        | RB Lipsia            |          |
| C        | Andreas Glockner   | Friburgo             |          |
| C        | Johannes Göderz    | Coblenza II          |          |
| D        | Manuel Hartmann    | Ingolstadt 04        |          |
| D        | Martin Hudec       | Zbrojovka Brno       |          |
| A        | Edmond Kapllani    | Augusta              |          |
| A        | Emmanuel Krontiris | RW Oberhausen        |          |
| A        | Njazi Kuqi         | Stevenage            |          |
| C        | Phillipp Langen    | Greuther Fürth       |          |
| D        | Benjamin Lense     | Arminia Bielefeld    |          |
| C        | Darko Maletić      | Borac Banja Luka     |          |
| D        | Matej Mavrič       | Kapfenberger         |          |
| C        | Melinho            | Sigma Olomouc        |          |
| A        | Lucas Musculus     | Germania Windeck     |          |
| A        | Marvin Pourié      | Schalke 04 II        |          |
| P        | Marcus Rickert     | Sportfreunde Lotte   |          |
| C        | Zoltán Stieber     | Alemannia Aquisgrana |          |
| P        | David Yelldell     | Duisburg             |          |

### Sessione invernale
| Acquisti | Acquisti   | Acquisti    | Acquisti |
| R.       | Nome       | da          | Modalità |
| -------- | ---------- | ----------- | -------- |
| C        | André Hahn | Oberneuland |          |

| Cessioni | Cessioni | Cessioni | Cessioni |
| R.       | Nome     | a        | Modalità |
| -------- | -------- | -------- | -------- |

## Risultati

### 3. Liga

#### Girone di andata
| Coblenza 24 luglio 2010, ore 14:10 CEST 1ª giornata | Coblenza | 0 – 0 referto | Rot Weiss Ahlen | Stadion Oberwerth (5 804 spett.)\| Arbitro: \| Petersen \| |
| Arbitro:                                            | Petersen |               |                 |                                                            |

| Arbitro: | Leicher |

|                |           |                        |
| Lechleiter 53’ | Marcatori | 9’ Rahn 74’ Cannizzaro |

| Arbitro: | Kinhöfer |

|                     |           |            |
| Steegmann 2’ (rig.) | Marcatori | 19’ Möckel |

| Arbitro: | Hartmann |

|                  |           |  |
| Jänicke 32’, 90’ | Marcatori |  |

| Arbitro: | Kunzmann |

|             |           |                          |
| Schwarz 90’ | Marcatori | 43’ Cannizzaro 54’ Haben |

| Coblenza 27 agosto 2010, ore 19:00 CEST 6ª giornata | Coblenza | 0 – 0 referto | Werder Brema II | Stadion Oberwerth (5 175 spett.)\| Arbitro: \| Seemann \| |
| Arbitro:                                            | Seemann  |               |                 |                                                           |

| Arbitro: | Petersen |

|              |           |          |
| Hoffmann 66’ | Marcatori | 36’ Rahn |

| Arbitro: | Dietz |

|               |           |  |
| Steegmann 13’ | Marcatori |  |

| Arbitro: | Dankert |

|                                      |           |               |
| Agyemang 23’ Burkhard 58’ Halfar 62’ | Marcatori | 14’ Steegmann |

| Arbitro: | Achmüller |

|  |           |          |
|  | Marcatori | 30’ Haas |

| Arbitro: | Blos |

|                                                 |           |         |
| Amrhein 55’ Kumbela 60’, 68’ (rig.) Kruppke 82’ | Marcatori | 2’ Rahn |

| Arbitro: | Dittrich |

|                |           |  |
| Cannizzaro 34’ | Marcatori |  |

| Arbitro: | Kunzmann |

|                                       |           |             |
| Spann 45’ Bagceci 45’ Schnatterer 54’ | Marcatori | 3’ Nottbeck |

| Arbitro: | Winkmann |

|  |           |             |
|  | Marcatori | 69’ Esswein |

| Saarbrücken 6 novembre 2010, ore 14:00 CET 15ª giornata | Saarbrücken | 0 – 0 referto | Coblenza | Ludwigsparkstadion (5 119 spett.)\| Arbitro: \| Osmers \| |
| Arbitro:                                                | Osmers      |               |          |                                                           |

| Arbitro: | Valentin |

|                                        |           |  |
| Nottbeck 15’ Steegmann 31’ (rig.), 57’ | Marcatori |  |

| Arbitro: | Sönder |

|         |           |            |
| Erb 85’ | Marcatori | 44’ Bender |

| Arbitro: | Fritz |

|                            |           |                       |
| Haben 26’ Gentner 34’, 69’ | Marcatori | 33’ Ziemer 79’ Janjić |

| Arbitro: | Siebert |

|  |           |                       |
|  | Marcatori | 20’ Bender 43’ Hornig |

#### Girone di ritorno
| Arbitro: | Gagelmann |

|                            |           |                                            |
| Taylor 58’ (rig.) Wölk 85’ | Marcatori | 50’ (rig.) Pospischil 52’ Rahn 64’ Kittner |

| Arbitro: | Thomsen |

|             |           |  |
| Kittner 32’ | Marcatori |  |

| Arbitro: | Glasmacher |

|                                                        |           |  |
| Pfingsten-Reddig 22’ (rig.) Reichwein 48’ Hauswald 85’ | Marcatori |  |

| Arbitro: | Nowak |

|  |           |                           |
|  | Marcatori | 66’ Pannewitz 77’ Jänicke |

| Arbitro: | Metzen |

|                       |           |  |
| Riemer 77’ Hornig 80’ | Marcatori |  |

| Arbitro: | Aarnink |

|  |           |                     |
|  | Marcatori | 54’ Hahn 71’ Hornig |

| Arbitro: | Alt |

|               |           |            |
| Steegmann 80’ | Marcatori | 46’ Balkan |

| Arbitro: | Blos |

|  |           |          |
|  | Marcatori | 12’ Hahn |

| Arbitro: | Schriever |

|  |           |                                                     |
|  | Marcatori | 13’ Agyemang 39’ Knappmann 48’ Halfar 54’ Omodiagbe |

| Offenbach am Main 19 marzo 2011, ore 14:00 CET 29ª giornata | Kickers Offenbach | 0 – 0 referto | Coblenza | Stadion am Bieberer Berg (6 549 spett.)\| Arbitro: \| Siebert \| |
| Arbitro:                                                    | Siebert           |               |          |                                                                  |

| Arbitro: | Valentin |

|  |           |                         |
|  | Marcatori | 64’ Kumbela 66’ Kruppke |

| Arbitro: | Achmüller |

|                |           |                           |
| Brown 29’, 87’ | Marcatori | 12’ Kittner 18’ Steegmann |

| Arbitro: | Steuer |

|                                                        |           |  |
| Steegmann 32’ (rig.), 76’ Bauer 70’ Göhlert 90’ (aut.) | Marcatori |  |

| Arbitro: | Fritz |

|             |           |  |
| Hübener 26’ | Marcatori |  |

| Arbitro: | Steinberg |

|            |           |                       |
| Bender 62’ | Marcatori | 45’ Sieger 84’ Pisano |

| Sandhausen 23 aprile 2011, ore 14:00 CEST 35ª giornata | Sandhausen | 0 – 0 referto | Coblenza | Hardtwaldstadion (2 050 spett.)\| Arbitro: \| Schmidt \| |
| Arbitro:                                               | Schmidt    |               |          |                                                          |

| Arbitro: | Unger |

|               |           |                               |
| Steegmann 68’ | Marcatori | 27’ Wohlfarth 46’, 88’ Yılmaz |

| Arbitro: | Gräfe |

|           |           |  |
| Kioyo 70’ | Marcatori |  |

| Arbitro: | Seidel |

|  |           |                              |
|  | Marcatori | 32’ (rig.) Haller 56’ Schmid |

### Coppa di Germania
| Arbitro: | Schmidt |

|          |           |  |
| Rahn 83’ | Marcatori |  |

| Arbitro: | Bandurski |

|                                |           |           |
| Stahl 60’ Steegmann 71’ (rig.) | Marcatori | 88’ Ramos |

| Arbitro: | Rafati |

|            |           |                               |
| Klasen 17’ | Marcatori | 54’, 59’, 65’ Lakić 64’ Nemec |

## Statistiche

### Statistiche di squadra
| Competizione      | Punti | In casa | In casa | In casa | In casa | In casa | In casa | In trasferta | In trasferta | In trasferta | In trasferta | In trasferta | In trasferta | Totale | Totale | Totale | Totale | Totale | Totale | DR |
| Competizione      | Punti | G       | V       | N       | P       | Gf      | Gs      | G            | V            | N            | P            | Gf           | Gs           | G      | V      | N      | P      | Gf     | Gs     | DR |
| ----------------- | ----- | ------- | ------- | ------- | ------- | ------- | ------- | ------------ | ------------ | ------------ | ------------ | ------------ | ------------ | ------ | ------ | ------ | ------ | ------ | ------ | -- |
| 3. Liga           | 49    | 19      | 7       | 4       | 8       | 19      | 21      | 19           | 6            | 6            | 7            | 19           | 25           | 38     | 13     | 10     | 15     | 38     | 46     | -8 |
| Coppa di Germania | -     | 3       | 2       | 0       | 1       | 4       | 5       | 0            | 0            | 0            | 0            | 0            | 0            | 3      | 2      | 0      | 1      | 4      | 5      | -1 |
| Totale            | 49    | 22      | 9       | 4       | 9       | 23      | 26      | 19           | 6            | 6            | 7            | 19           | 25           | 41     | 15     | 10     | 16     | 42     | 51     | -9 |

### Andamento in campionato
| Giornata  | 1  | 2 | 3 | 4  | 5 | 6 | 7 | 8 | 9 | 10 | 11 | 12 | 13 | 14 | 15 | 16 | 17 | 18 | 19 | 20 | 21 | 22 | 23 | 24 | 25 | 26 | 27 | 28 | 29 | 30 | 31 | 32 | 33 | 34 | 35 | 36 | 37 | 38 |
| --------- | -- | - | - | -- | - | - | - | - | - | -- | -- | -- | -- | -- | -- | -- | -- | -- | -- | -- | -- | -- | -- | -- | -- | -- | -- | -- | -- | -- | -- | -- | -- | -- | -- | -- | -- | -- |
| Luogo     | C  | T | C | T  | T | C | T | C | T | C  | T  | C  | T  | C  | T  | C  | T  | C  | T  | T  | C  | T  | C  | C  | T  | C  | T  | C  | T  | C  | T  | C  | T  | C  | T  | C  | T  | C  |
| Risultato | N  | V | N | P  | V | N | N | V | P | P  | P  | V  | P  | P  | N  | V  | N  | V  | V  | V  | V  | P  | P  | V  | V  | N  | V  | P  | N  | P  | N  | V  | P  | P  | N  | P  | P  | P  |
| Posizione | 10 | 7 | 7 | 10 | 9 | 8 | 8 | 6 | 7 | 9  | 13 | 9  | 10 | 12 | 13 | 9  | 10 | 9  | 8  | 7  | 6  | 7  | 9  | 7  | 7  | 8  | 6  | 7  | 7  | 7  | 7  | 7  | 7  | 7  | 8  | 8  | 9  | 11 |

Legenda:

Luogo: C = Casa; T = Trasferta. Risultato: V = Vittoria; N = Pareggio; P = Sconfitta.

### Statistiche dei giocatori
| Giocatore     | 3. Liga  | 3. Liga | 3. Liga     | 3. Liga    | Coppa di Germania | Coppa di Germania | Coppa di Germania | Coppa di Germania | Totale   | Totale | Totale      | Totale     |
| Giocatore     | Presenze | Reti    | Ammonizioni | Espulsioni | Presenze          | Reti              | Ammonizioni       | Espulsioni        | Presenze | Reti   | Ammonizioni | Espulsioni |
| ------------- | -------- | ------- | ----------- | ---------- | ----------------- | ----------------- | ----------------- | ----------------- | -------- | ------ | ----------- | ---------- |
| T. Bauer      | 10       | 1       | 0           | 0          | 0                 | 0                 | 0                 | 0                 | 10       | 1      | 0           | 0          |
| L. Bender     | 34       | 3       | 2           | 0          | 1                 | 0                 | 0                 | 0                 | 35       | 3      | 2           | 0          |
| D. Brinkmann  | 27       | 0       | 7           | 3          | 3                 | 0                 | 0                 | 0                 | 30       | 0      | 7           | 3          |
| M. Cannizzaro | 15       | 3       | 2           | 0          | 2                 | 0                 | 0                 | 0                 | 17       | 3      | 2           | 0          |
| T. Gentner    | 37       | 2       | 6           | 0          | 3                 | 0                 | 0                 | 0                 | 40       | 2      | 6           | 0          |
| S. Haben      | 33       | 2       | 3           | 0          | 2                 | 0                 | 0                 | 0                 | 35       | 2      | 3           | 0          |
| A. Hahn       | 16       | 2       | 5           | 0          | 0                 | 0                 | 0                 | 0                 | 16       | 2      | 5           | 0          |
| J. Hawel      | 22       | 0       | 3           | 0          | 2                 | 0                 | 0                 | 0                 | 24       | 0      | 3           | 0          |
| M. Hornig     | 21       | 3       | 6           | 0          | 1                 | 0                 | 1                 | 0                 | 22       | 3      | 7           | 0          |
| O. Kittner    | 33       | 3       | 7           | 2          | 3                 | 0                 | 1                 | 0                 | 36       | 3      | 8           | 2          |
| L. Klappert   | 0        | 0       | 0           | 0          | 0                 | 0                 | 0                 | 0                 | 0        | 0      | 0           | 0          |
| S. Klappert   | 1        | 0       | 0           | 0          | 0                 | 0                 | 0                 | 0                 | 1        | 0      | 0           | 0          |
| T. Klasen     | 28       | 0       | 3           | 0          | 2                 | 1                 | 0                 | 0                 | 30       | 1      | 3           | 0          |
| O. Laux       | 29       | 0       | 1           | 0          | 3                 | 0                 | 1                 | 0                 | 32       | 0      | 2           | 0          |
| N. Lazarevic  | 0        | 0       | 0           | 0          | 0                 | 0                 | 0                 | 0                 | 0        | 0      | 0           | 0          |
| E. Mund       | 5        | 0       | 1           | 0          | 0                 | 0                 | 0                 | 0                 | 5        | 0      | 1           | 0          |
| L. Nottbeck   | 23       | 2       | 8           | 0          | 2                 | 0                 | 1                 | 0                 | 25       | 2      | 9           | 0          |
| D. Paucken    | 29       | 0       | 3           | 0          | 3                 | 0                 | 0                 | 0                 | 32       | 0      | 3           | 0          |
| C. Pospischil | 20       | 1       | 6           | 0          | 3                 | 0                 | 2                 | 0                 | 23       | 1      | 8           | 0          |
| J. Rahn       | 29       | 4       | 1           | 0          | 3                 | 1                 | 0                 | 0                 | 32       | 5      | 1           | 0          |
| D. Riemer     | 33       | 1       | 9           | 0          | 3                 | 0                 | 0                 | 0                 | 36       | 1      | 9           | 0          |
| P. Schmidt    | 1        | 0       | 0           | 0          | 0                 | 0                 | 0                 | 0                 | 1        | 0      | 0           | 0          |
| M. Stahl      | 31       | 0       | 13          | 0          | 3                 | 1                 | 1                 | 0                 | 34       | 1      | 14          | 0          |
| M. Steegmann  | 35       | 10      | 8           | 0          | 3                 | 1                 | 2                 | 0                 | 38       | 11     | 10          | 0          |
| A. Weis       | 9        | 0       | 0           | 0          | 0                 | 0                 | 0                 | 0                 | 9        | 0      | 0           | 0          |
| K. Yalçın     | 0        | 0       | 0           | 0          | 0                 | 0                 | 0                 | 0                 | 0        | 0      | 0           | 0          |